# 2. deild islandzka w piłce nożnej (1960)
Sezon 1960 był 6. sezonem drugiego poziomu ligowego piłki nożnej na Islandii. Pierwsze miejsce zdobył zespół ÍB Hafnarfjörður, który zwyciężył grupę B (B-riðill) oraz finałowy play-off.

## Drużyny
Po sezonie 1959 z ligi awansował zespół ÍBA Akureyri, do udziału zgłosił się natomiast zespół Breiðablik, wobec czego do sezonu 1960 przystąpiło siedem zespołów.
| Uczestnicy poprzedniej edycji                                                                                 | Uczestnicy poprzedniej edycji | Uczestnicy poprzedniej edycji | Uczestnicy poprzedniej edycji |
| --- | ----------------------------- | ----------------------------- | ----------------------------- |
| grupa północna                                                                                                |                               |                               |                               |
| ÍBI | ÍB Ísafjörður                 | 2                             |                               |
| grupa południowa 1                                                                                            |                               |                               |                               |
| ÍBV | ÍB Vestmannaeyja              | 1                             |                               |
| VÍR | Víkingur Reykjavík            | 2                             |                               |
| grupa południowa 2                                                                                            |                               |                               |                               |
| REY | Reynir                        | 1                             |                               |
| ÍBH | ÍB Hafnarfjörður              | 2                             |                               |
| Spadek z 1. deild                                                                                             |                               |                               |                               |
| ÞRR | Þróttur Reykjavík             | 6                             |                               |
| Dołączenie w sezonie 1960                                                                                     |                               |                               |                               |
| BRE | Breiðablik                    |                               |                               |
| Oznaczenia: - kolumna pierwsza – skróty nazw drużyn, - kolumna trzecia – miejsce zajęte w poprzednim sezonie. |                               |                               |                               |

## Tabela

### Grupa A (A-riðill)
| Lp. | Drużyna            | M | Z | R | P | Bramki | Bramki | Różn. | Pkt | Uwagi    |
| --- | ------------------ | - | - | - | - | ------ | ------ | ----- | --- | -------- |
| 1   | ÍB Ísafjörður      | 2 | 2 | 0 | 0 | 9      | 2      | +7    | 4   | play-off |
| 2   | Þróttur Reykjavík  | 2 | 1 | 0 | 1 | 7      | 5      | +2    | 2   |          |
| 3   | Víkingur Reykjavík | 2 | 0 | 0 | 2 | 1      | 10     | −9    | 0   |          |

### Grupa B (B-riðill)
| Lp. | Drużyna          | M | Z | R | P | Bramki | Bramki | Różn. | Pkt | Uwagi    |
| --- | ---------------- | - | - | - | - | ------ | ------ | ----- | --- | -------- |
| 1   | ÍB Hafnarfjörður | 3 | 3 | 0 | 0 | 14     | 3      | +11   | 6   | play-off |
| 2   | ÍB Vestmannaeyja | 3 | 1 | 0 | 2 | 11     | 12     | −1    | 2   |          |
| 2   | Reynir           | 3 | 1 | 0 | 2 | 5      | 8      | −3    | 2   |          |
| 2   | Breiðablik       | 3 | 1 | 0 | 2 | 2      | 9      | −7    | 2   |          |

## Play-off
Mecz o awans do pierwszej klasy rozgrywkowej rozegrany został pomiędzy zwycięzcami obydwu grup, ÍB Hafnarfjörður oraz ÍB Ísafjörður. Mecz wygrał pierwszy z zespołów, uzyskując promocję.
|  | ÍB Hafnarfjörður | 2:0 | ÍB Ísafjörður |  |
|  |                  |     |               |  |